# 자메이카의 경제
자메이카의 경제는 서비스에 크게 의존하고 있으며, GDP의 70%를 차지한다. 자메이카는 주로 보크사이트와 농업과 관광에 도움이 되는 이상적인 기후를 가지고 있다. 1940년대에 보크사이트의 발견과 그에 따른 보크사이트 알루미나 산업의 설립은 자메이카의 경제를 설탕과 바나나로부터 변화시켰다. 1970년대까지 자메이카는 외국인 투자가 증가하면서 이들 광물의 수출에서 세계적인 리더로 부상했다.
금융 부문의 약세, 투기, 낮은 수준의 투자는 생산적인 부문에 대한 신뢰를 잠식한다. 정부는 미 달러화 부채를 상환하고, 환율을 유지하기 위해 유동성을 흡수하고, 현재의 재정적자를 지원하기 위해 국내외 금융시장에서 새로운 국가 부채를 증가시키기 위한 노력을 계속하고 있다.
자메이카 정부의 경제 정책은 외환을 벌거나 저축하고, 고용을 창출하고, 국내 원자재를 사용하는 분야에 대한 외국인 투자를 장려한다. 정부는 또한 투자자들에게 광범위한 인센티브를 제공한다.
자유무역지역은 의류 조립, 경공업, 외국 기업의 데이터 입력에 대한 투자를 촉진했다. 하지만, 지난 5년 동안 의류 산업은 감소된 수출 수입, 계속되는 공장 폐쇄, 증가하는 실업률로 어려움을 겪어왔다. 자메이카 정부는 민영화, 금융 부문 구조조정, 금리 인하, 관광 및 관련 생산 활동 증진을 통해 경제 활동을 장려하기를 바라고 있다.
2014년 4월, 자메이카와 중국 정부는 킹스턴을 로테르담, 두바이, 싱가포르와 합류하고 미주 지역에 서비스를 제공하는 것을 목표로 하는 자메이카 물류 허브(JLH)의 1단계 예비 협정을 체결했다. 이 프로젝트가 완료되면, 자메이카인들에게 많은 일자리, 다국적 기업들에게는 경제 지역, 그리고 국가의 과도한 GDP 대비 부채 비율을 완화하기 위해 절실히 필요한 경제 성장을 제공할 것으로 기대된다. 국제 통화 기금의 재융자 프로그램에 대한 엄격한 준수와 JLH 준비는 자메이카의 신용 등급과 3대 신용 평가 기관의 전망에 유리하게 영향을 미쳤다.

## 경제사
독립 전에 자메이카의 경제는 농업에 주로 집중되어 있었고 노동력의 대부분은 설탕, 바나나, 담배 생산에 종사했다. 한 연구에 따르면, 18세기 자메이카가 세계에서 가장 높은 부의 불평등을 가지고 있었는데, 그 이유는 매우 작고 노예를 소유한 엘리트들이 극도로 부유했고, 나머지 사람들은 거의 생계 직전에 살고 있었기 때문이다.
이 제품들은 주로 영국, 캐나다, 미국으로 수출되었다. 자메이카의 무역 관계는 1938년에서 1946년까지 상당히 확장되어 총 수입액은 6,485,000 파운드에서 1,2452,000 파운드로 거의 두 배가 되었다. 1962년 이후, 자메이카 정부는 경제 성장을 추진했고 1998년과 1999년 사이에 보크사이트/알루미나, 에너지, 관광을 제외한 모든 부문이 위축되었다. 2000년에 자메이카는 지속적인 긴축 거시 경제 정책으로 인해 1995년 이후 그것의 첫 해 플러스 성장을 경험했다.
인플레이션은 1995년 25%에서 2000년 한 자릿수로 떨어졌고, 2004년에는 4.3%의 낮은 다층 행렬에 도달했다. 중앙은행은 주기적인 시장 개입을 통해 환율의 급격한 하락도 막았다. 자메이카 달러화는 개입에도 불구하고 하락세를 보여 미화 1.00달러당 평균 73.40엔과 1.00유로당 136.2엔(2011년 2월)의 환율을 기록했다. 게다가, 인플레이션은 2004년 이후 상승 추세를 보여왔고 악천후와 농산물 수입 증가 그리고 높은 에너지 가격의 결합으로 인해 2008년까지 다시 한번 12-13%의 두자릿수에 달할 것으로 예상된다.
지난 30년 동안, 1인당 실질 GDP는 매년 평균 1%씩 증가했고, 자메이카는 세계에서 가장 느리게 성장하고 있는 개발도상국 중 하나가 되었다.

## 제1차 산업

### 농업
농업 생산은 자메이카 경제에 중요한 공헌자이다. 하지만, 그것은 허리케인과 같은 극단적인 날씨와 미국과 같은 이웃 국가들과의 경쟁에 취약하다. 농부들이 직면하는 다른 어려움들로는 프라이드 절도라고 알려진 농장에서의 절도가 있다. 1997년 농업 생산은 국내총생산의 7.4%를 차지하여 국가의 거의 4분의 1을 고용했다. 자메이카의 농업은 임업과 어업과 함께 1999년에 GDP의 약 6.6%를 차지했다. 설탕은 수세기 동안 자메이카에서 생산되어 왔으며, 그것은 자메이카의 주요 농산물 수출품이다. 설탕은 거의 모든 교구에서 생산된다. 2000년의 원당 생산량은 1978년의 29만 톤에서 감소한 17만 5천 톤으로 추정되었다.
자메이카 농업은 2000년대에 다른 산업보다 GDP에서 덜 두드러져 2004년과 2008년 사이에 사상 최저치를 기록했다. 이는 국제 무역 정책이 제정되면서 경쟁이 치열해진 데 대한 반응 때문일 수 있다. 예를 들어, 북미자유무역협정이 1993년에 제정되면서, 미국에 대한 카리브해 수출의 상당 부분이 감소했고, 라틴 아메리카 수출에 의해 경쟁되었다. 또 다른 예는 바나나 수입 체제의 세 번째 단계인데, EU 국가들은 바나나 수입에서 이전에 식민지였던 나라들에게 우선권을 주었다. 세계무역기구의 압력으로, EU 정책은 차별 없는 무역 협정을 제공하는 것으로 바뀌었다. 자메이카의 바나나 산업은 라틴 아메리카 상품을 수출하는 미국 회사들에 의해 쉽게 가격이 초과되었다. 자메이카의 농업 산업은 현재 GDP의 6.6%에서 7.2%로 성장하면서 반등하고 있다.
설탕은 1999년에 수출의 7.1 퍼센트를 차지했고 자메이카는 카리브해의 설탕 총 생산의 약 4.8 퍼센트를 차지했다. 설탕은 또한 당밀, 럼과 같은 부산물의 생산에 사용되며 일부 벽판은 바가스로 만들어진다.
1999년의 바나나 생산량은 13만톤이었다. 바나나는 1999년에 수출의 2.4퍼센트를 차지했고 자메이카는 카리브해에서 바나나의 총 생산의 약 7.5%를 차지했다. 자메이카는 수년간의 허리케인으로 인해 농장을 황폐화시킨 후 2008년에 바나나 수출을 중단했다.
커피는 주로 블루 마운틴 주변과 언덕이 많은 지역에서 재배된다. 특히 자메이카 블루 마운틴 커피는 블루마운틴의 그 높은 곳에서, 시원한 기후가 딸기를 숙성시키는 데 더 오래 걸리게 하고 원두는 로스팅 시 커피의 맛을 내는 물질들을 더 많이 발달시키기 때문에 세계 최고 중의 하나로 여겨진다. 커피는 1999년에 수출의 1.9%를 차지했다. 수확기는 8월부터 3월까지 지속된다. 그 커피는 킹스턴에서 수출된다.
코코아는 자메이카 전역에서 재배되고 현지 판매는 인스턴트 음료와 제과로 생산되는 생산량의 약 1/3을 흡수한다. 감귤류 과일은 주로 자메이카 중부, 특히 해발 1,000-2,500피트 사이에서 재배됩니다. 수확기는 11월부터 4월까지 지속된다. Bog Walk에 있는 두 공장은 과일 주스, 통조림 과일, 에센셜 오일 및 마멀레이드를 생산한다. 코코넛은 북부 해안과 동부 해안에서 재배되고 있는데, 이것은 버터린, 마가린, 돼지기름, 식용유 그리고 세탁 비누를 만들 수 있는 공장에 공급하기에 충분한 코프라를 제공한다.
바닐라 또한 재배된다.
다른 수출 작물로는 피망, 생강, 담배, 사이살 그리고 다른 과일들이 수출된다. 쌀은 지역 소비를 위해 하노버의 블랙 강 주변과 롱 베이 주변 늪지대와 웨스트모어랜드 교구 주변에서 재배된다.
자메이카에서 더 많은 육류와 포장식품에 대한 선호로 맛이 변함에 따라 국가 식품 수입 법안은 경제의 건강을 위협할 정도로 성장했다. 정부는 정원 가꾸기와 농사를 장려하는 것으로 대응해왔는데, 그 대응은 성공이 제한적이었다. 예를 들어, 국내에서 재배되는 감자의 비율은 증가했지만, 감자튀김의 수입은 높은 수준으로 계속되고 있다.

### 동물 사육장
목초지가 자메이카 땅의 상당 부분을 차지한다. 많은 토지가 소 사육을 전문으로 한다. 가축 보유량은 소 40만 마리, 염소 44만 마리, 돼지 18만 마리 & 30 마리, 가축 18만 마리가 증가하고 있는데, 이것은 증가하는 인구를 위한 현지 요구조건으로는 충분하지 않습니다. 닉농업은 1940년 보그 워크에 연유 공장을 세운 이후 증가해왔다. 그럼에도 불구하고, 유제품의 공급은 현지 요구 사항에 충분하지 않고 분유, 버터, 그리고 치즈의 대량 수입품이 있다.

### 어업
1900년대에 어업 산업은 주로 내륙 어업에 초점을 맞추면서 성장하였다. 수천 명의 어부들이 낚시로 생계를 유지한다. 남해안의 얕은 바다와 암초들은 북쪽 바다보다 더 풍부하다. 다른 어부들은 자메이카 남쪽에서 80마일(130km) 떨어진 페드로 암초에 살고 있다.
자메이카는 필요한 생선의 약 절반을 공급한다. 냉동 생선과 소금에 절인 생선의 주요 수입품은 미국과 캐나다에서 수입된다.
2000년의 총 어획량은 5,676톤으로 1997년의 11,458톤에 비해 감소되었다. 어획량은 주로 잉어와 누치를 포함한 해양 어획량이었다.

### 임업
1890년 후반까지, 자메이카의 원래 100만 헥타르(250만 에이커)의 숲 중 185,000 헥타르(460,000 에이커)만이 남아 있었다. 2000년에 통나무 생산량은 881,000 cu m(3천110만 cu ft)이었다. 2000년에 벌목된 목재의 약 68%는 연료 목재로 사용되었고 32%는 산업용으로 사용되었다. 한때 자메이카를 뒤덮었던 숲은 이제 산악 지역에만 존재한다. 그들은 섬의 목재 필요량의 20%만 공급한다. 나머지 숲은 추가 공격으로부터 보호된다. 소나무, 마호, 마호가니 등 접근하기 쉬운 다른 산간지역들이 재림되고 있다.

## 제2차 산업

### 제조업
제조업은 자메이카 경제에 필수적인 기여자이다. 제조업이 1999년에 GDP의 13.9%를 차지했지만 말이다. 자메이카 회사들은 식품 가공, 정유, 화학제품, 건설 자재, 플라스틱 제품, 페인트, 제약, 상자들, 가죽 제품, 시가 & 조립 전자제품, 섬유 및 의류와 같은 많은 제조업에 기여하고 있다. 의류 산업은 수천 명의 현지인들에게 주요 고용주이며 그들은 1999년에 1억 5천 9백만 달러를 벌어들여 수출의 12.9%를 형성했다. 화학제품은 1999년에 수출의 3.3퍼센트를 형성하여 4천만 달러를 벌어들였다.
섬에서 채굴된 보크사이트의 일부는 수출 전에 알루미나로 가공된다.
킹스턴 근처에 있는 정유소는 베네수엘라에서 얻은 원유를 휘발유와 다른 상품으로 바꾼다. 이것들은 주로 지역용으로 쓰인다. 건설 산업은 새로운 호텔과 관광 명소로 인해 성장하고 있다. 건설과 설비는 1999년에 GDP의 10.4%를 형성했다.
공산품은 수입되었고 1999년에 수입의 30.3%를 형성했으며 가격은 8억 7천 7백만 달러였다.
자메이카 물류 허브 계획이 시작된 이후, 다양한 경제 수역이 미주 지역에 보급하기 위해 세계 다른 지역의 상품들을 모으기 위해 제안되어 왔다.

## 경제 자료
다음의 표는 1980년부터 2018년 사이 주요 경제 지표를 나타낸 것이다. 5% 이하 인플레이션은 녹색이다.
| 연도 | GDP (단위: 10억 US$ PPP) | 1인당 GDP (단위: US$ PPP) | GDP 상승 (실질) | 인플레이션 비율 (단위: %) | 실업 (단위: %) | 정부 채무 (단위: GDP 중 %) |
| ---- | ------------------------ | ------------------------- | --------------- | ------------------------- | -------------- | -------------------------- |
| 1980 | 6.1                      | 2,897                     | −4.0 %          | 18.0 %                    | 27.3 %         | n/a                        |
| 1981 | 7.0                      | 3,253                     | 4.4 %           | 9.2 %                     | 25.9 %         | n/a                        |
| 1982 | 7.7                      | 3,501                     | 3.1 %           | 6.8 %                     | 27.6 %         | n/a                        |
| 1983 | 8.3                      | 3,715                     | 4.2 %           | 16.7 %                    | 26.4 %         | n/a                        |
| 1984 | 8.7                      | 3,877                     | 1.0 %           | 31.3 %                    | 25.5 %         | n/a                        |
| 1985 | 8.9                      | 3,904                     | −0.9 %          | 29.7 %                    | 25.0 %         | n/a                        |
| 1986 | 9.7                      | 4,224                     | 7.0 %           | 24.4 %                    | 23.7 %         | n/a                        |
| 1987 | 10.7                     | 4,628                     | 7.7 %           | 11.2 %                    | 21.0 %         | n/a                        |
| 1988 | 10.6                     | 4,573                     | −4.0 %          | 8.2 %                     | 19.1 %         | n/a                        |
| 1989 | 11.5                     | 4,966                     | 4.7 %           | 16.1 %                    | 15.2 %         | n/a                        |
| 1990 | 12.6                     | 5,309                     | 4.9 %           | 24.8 %                    | 15.7 %         | n/a                        |
| 1991 | 13.1                     | 5,498                     | 0.8 %           | 51.1 %                    | 15.4 %         | n/a                        |
| 1992 | 13.8                     | 5,737                     | 2.8 %           | 77.3 %                    | 15.7 %         | n/a                        |
| 1993 | 14.4                     | 5,953                     | 2.2 %           | 22.1 %                    | 16.3 %         | n/a                        |
| 1994 | 15.0                     | 6,140                     | 1.9 %           | 35.1 %                    | 15.4 %         | n/a                        |
| 1995 | 15.7                     | 6,369                     | 2.5 %           | 19.9 %                    | 16.2 %         | n/a                        |
| 1996 | 16.0                     | 6,440                     | 0.2 %           | 26.4 %                    | 16.0 %         | n/a                        |
| 1997 | 16.0                     | 6,381                     | −1.6 %          | 9.7 %                     | 16.5 %         | n/a                        |
| 1998 | 16.0                     | 6,313                     | −1.2 %          | 8.6 %                     | 15.5 %         | n/a                        |
| 1999 | 16.4                     | 6,406                     | 1.0 %           | 6.0 %                     | 15.7 %         | 82.7 %                     |
| 2000 | 16.9                     | 6,539                     | 0.8 %           | 4.6 %                     | 15.5 %         | 91.8 %                     |
| 2001 | 17.5                     | 6,709                     | 1.3 %           | 9.5 %                     | 15.0 %         | 108.0 %                    |
| 2002 | 17.9                     | 6,804                     | 0.7 %           | 8.2 %                     | 14.2 %         | 118.4 %                    |
| 2003 | 18.8                     | 7,130                     | 3.7 %           | 9.9 %                     | 11.8 %         | 123.2 %                    |
| 2004 | 19.6                     | 7,367                     | 1.3 %           | 14.8 %                    | 12.2 %         | 119.8 %                    |
| 2005 | 20.4                     | 7,617                     | 0.9 %           | 13.4 %                    | 11.2 %         | 124.7 %                    |
| 2006 | 21.7                     | 8,033                     | 2.9 %           | 8.9 %                     | 10.3 %         | 117.1 %                    |
| 2007 | 22.6                     | 8,331                     | 1.4 %           | 9.2 %                     | 9.9 %          | 114.5 %                    |
| 2008 | 22.8                     | 8,390                     | −0.8 %          | 22.0 %                    | 10.6 %         | 127.0 %                    |
| 2009 | 22.2                     | 8,135                     | −3.4 %          | 9.6 %                     | 11.4 %         | 141.9 %                    |
| 2010 | 22.1                     | 8,076                     | −1.4 %          | 12.6 %                    | 12.4 %         | 141.9 %                    |
| 2011 | 22.9                     | 8,322                     | 1.4 %           | 7.5 %                     | 13.0 %         | 140.5 %                    |
| 2012 | 23.2                     | 8,395                     | −0.5 %          | 6.9 %                     | 13.9 %         | 145.1 %                    |
| 2013 | 23.7                     | 8,515                     | 0.2 %           | 9.4 %                     | 15.3 %         | 138.7 %                    |
| 2014 | 24.3                     | 8,679                     | 0.6 %           | 8.3 %                     | 14.2 %         | 137.9 %                    |
| 2015 | 24.8                     | 8,798                     | 0.9 %           | 3.7 %                     | 13.5 %         | 121.3 %                    |
| 2016 | 25.4                     | 8,980                     | 1.5 %           | 2.3 %                     | 12.8 %         | 113.6 %                    |
| 2017 | 26.1                     | 9,161                     | 0.7 %           | 4.4 %                     | 12.2 %         | 101.1 %                    |
| 2018 | 27.0                     | 9,447                     | 1.4 %           | 3.7 %                     | 11.6 %         | 99.4 %                     |